# Vouilly
Vouilly fou un municipi francès, situat a la regió de Normandia, al departament de Calvados. El 2017 es va fusionar amb el municipi d'Isigny-sur-Mer.